# 曲方桓
曲方桓（1940年—），山东青岛崂山人，中国人民解放军将领、中国人民解放军中将。 
2001年，授予中国人民解放军中将，曾任兰州军区副司令员。